# Toni Kroos
Toni Kroos, nemški nogometaš, * 4. januar 1990, Greifswald, Vzhodna Nemčija.
Kroos kot vezist igra za Real Madrid, med letoma 2010 in 2021 je bil tudi član nemške reprezentance.